# Nazareth (Asunción)
Nazareth es un barrio de la ciudad de Asunción, capital de Paraguay, ubicado en el distrito de La Recoleta.

## Historia
Es un barrio relativamente nuevo, surge a partir de la necesidad de expansión de Asunción . Su origen data de la década del 30. Según el censo del 2002, cuenta con 7.133 habitantes.

## Geografía
El barrio se encuentra situado en el distrito de La Recoleta de la ciudad de Asunción, capital de Paraguay.

## Clima
El clima es tropical, la temperatura media es de 28 °C en el verano y 19 °C en el invierno. Los vientos predominantes son del norte y sur. El promedio anual de precipitaciones es de 1700 mm.

## Límites
El barrio Nazareth tiene como divisiones las avenidas Médicos del Chaco, República Argentina, Eusebio Ayala y Ecuador.

| Noroeste: Barrio Mburicaó     | Norte: Barrio Tembetary  | Noreste: Barrio Los Laureles |
| Oeste: Barrio Vista Alegre    |                          | Este: Barrio Hipódromo       |
| Suroeste: Distrito de Lambaré | Sur: Distrito de Lambaré | Sureste: Barrio Terminal     |

## Superficie
Posee 1,3 km², es un barrio con una topografía muy regular posee una pendiente al norte y otra al sur.

## Características
La mayor parte de su suelo es habitacional, no obstante, en la zona se encuentran asentadas algunas industrias, fábricas de muebles, de aluminio, depósitos y empresas acopiadoras y tabacaleras. Por la cercanía de la Terminal de Ómnibus también se encuentran algunos hoteles y agencias de ómnibus.

## Medios de comunicación

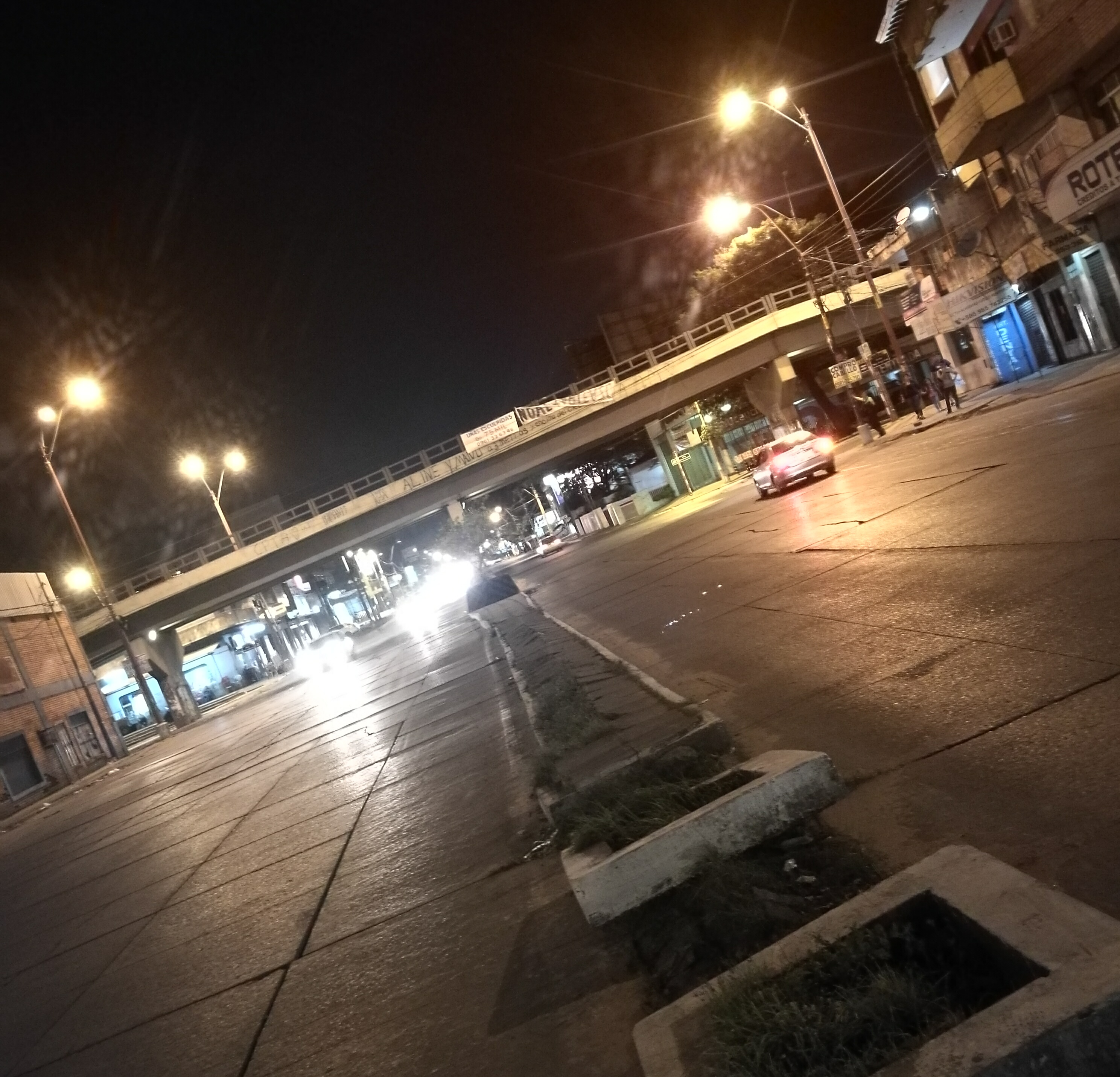
La Avda. Eusebio Ayala es una de las avenidas divisorias de este barrio, en la imagen: a la derecha el barrio Nazareth y a la izquierda el barrio Tembetary.

Las vías de acceso son las avenidas República Argentina, Médicos del Chaco, Eusebio Ayala y Dr. Fernando de la Mora, las mismas se caracterizan por estar asfaltas esto permite su comunicación permanente con el resto de Asunción y municipios aledañas. 
Algunas calles internas son: Indio Francisco, Incas, Aztecas, Araucanos, Mayas, Tobatí, Caaguazú, Alto Paraguay, Juan Benítez, Nazareth, Goiburú, Pilar, Encarnación, Tarumá, Guayaquíes, todas ellas empedradas, menos Nazareth, Pilar y Goiburú que es como la continuación de la calle Paso de Patria, calle que crea un camino directo al Barrio San Pablo.
Operan cuatro canales de televisión abiertos y varias empresas que emiten señales por cable. Se conectan con veinte emisoras de radio que transmiten en frecuencias AM y FM. 
A todos los lugares llegan los diarios capitalinos y también cuentan con los servicios telefónicos de Copaco y los de telefonía celular.

## Población
El barrio Nazareth cuenta con un total de 7.133 habitantes aproximadamente de los cuales el 45.7% son masculinos y el 54.3 % femeninos. 
La densidad poblacional es de 5.780 hab./km² aproximadamente.

## Demografía
Existen 1.614 viviendas aproximadamente con un promedio de 4 habitantes por cada una de ellas. Poseen los servicios de energía eléctrica en un 96%, agua corriente en un 98%, servicio de recolección de basura en un 93% y red telefónica en un 50%. Un gran problema constituye la carencia del servicio de red cloacal.
En el ámbito sanitario el barrio dispone de los servicios que prestan sanatorios privados además del Centro de Salud N.º 5 que se encuentra ubicado en el barrio Hipódromo.
En materia educativa el barrio cuenta con unos colegios privados, una institución de nivel primario, secundario y politécnico, este nivel funciona en coordinación con el Servicio Nacional de Promoción Profesional (S.N.P.P) y los cursos que imparte son de electricidad, herrería, costura y peinado.
En la zona también existe un centro de alfabetización de adultos que dirigen las Hermanas Siervas de Jesús Sacramentado y una escuela pública diferencial.
Gran parte de sus habitantes son empleados/as de comercio, de fábricas y de puesto de venta de vehículos. Otro/as son comerciantes o dueños de hoteles, algunos son mecánicos, carpinteros o albañiles. 
Los pobladores en su mayoría corresponden a la clase media alta.

## Principales problemas del barrio
Son muchos los problemas sociales que afectan al barrio, la influencia de la terminal hace que éstos aumenten, considerablemente, a modo de mencionar algunos de los aspectos conflictivos son los siguientes:
- La delincuencia juvenil es un aspecto bastante peligroso, ya que los jóvenes no son asistidos por organizaciones y mucho menos por sus familias. También se observan niños en las calles.
- Prostitución
- Drogadicción
- Desempleo y subempleo
- Alcoholismo
- La carencia de áreas y verdes y arborización es una tarea pendiente en el barrio

## Instituciones y Organizaciones existentes
Comisiones vecinales
- Existe una comisión vecinal “Plaza Defensores del Chaco”

Su objetivo es el cuidado y mantenimiento de la plaza del mismo nombre.
Organizaciones de mujeres
- Promoción integral de la mujer

## No Gubernamentales
Religiosa Católica
- Parroquia Virgen de Nazareth

Otras:
- Iglesia de Dios de la Profecía

- Iglesia Adventista del Séptimo día

Servicios Sanitarios
- Hospital Privado Nazareno
- Sanatorio SamaritanoSanatorio Samaritano.
- Sanatorio San MartínSanatorio San Martín.

Educativas
- Colegio San Carlos (extinto)

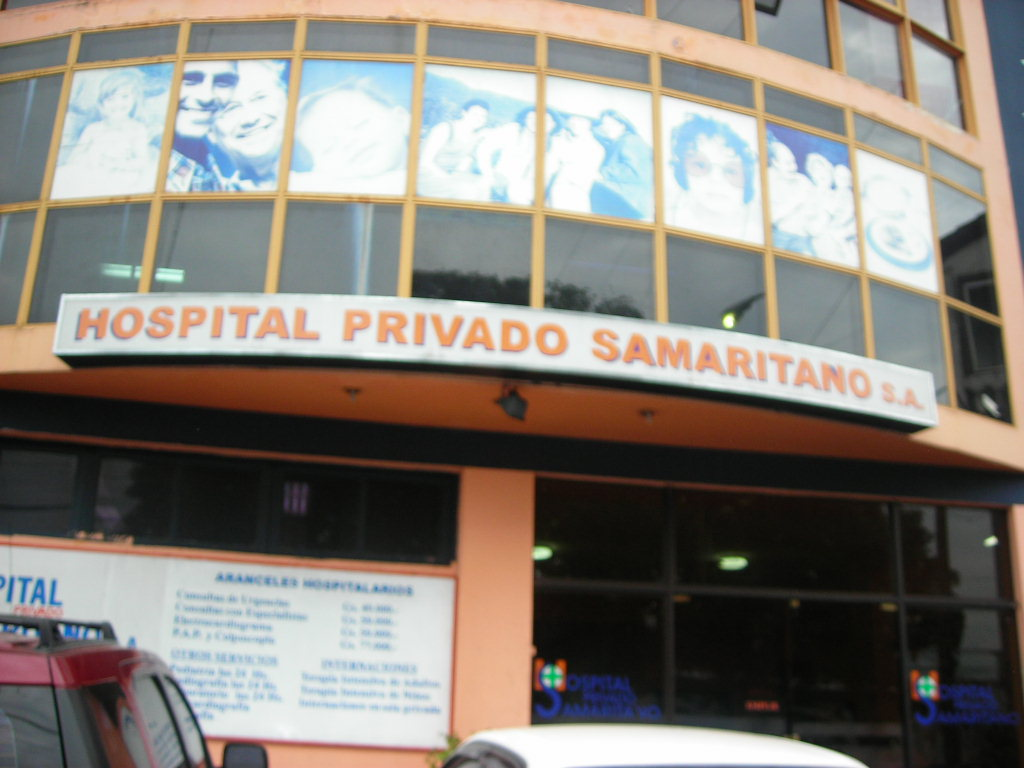
Sanatorio Samaritano.

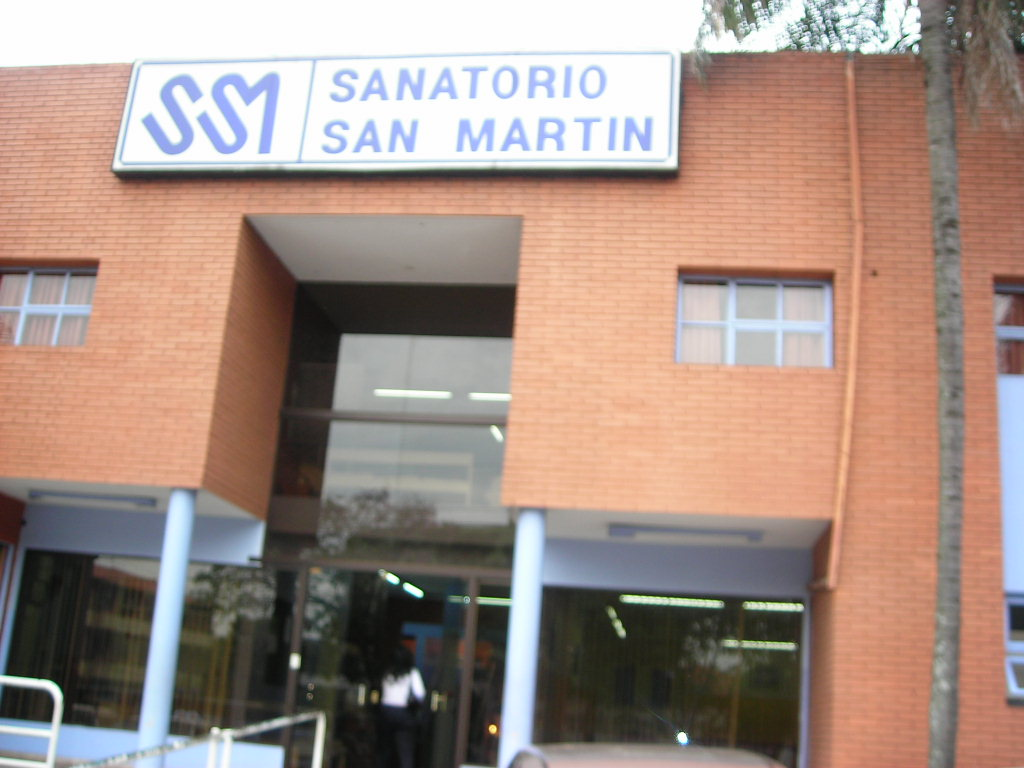
Sanatorio San Martín.

- Colegio Subvencionado Virgen de Nazareth

## Gubernamentales
Educativas:
- Centro de Alfabetización de Adultos
- Escuela Diferencial John F. Kennedy

## Municipales
Plazas:
- Defensores del Chaco
- Batallón Mariscal López

Otros:
- Hogar Infantil Santa Teresita